# Mira
Mira  (лат.) — род мелких паразитических хальцидоидных наездников из семейства Encyrtidae. 5 видов (из них 4 в Палеарктике). Длина 1—2 мм. Тело металлически блестящее. Жвалы с 3 зубцами. Жгутик усиков 6-члениковый. Парапсидальные борозды груди укороченные. Лапки 5-члениковые. Вид Mira integralis (Mercet, 1921) паразитирует на бабочках-огнёвках Coniesta ignefusalis (Pyralidae). Вид  Mira mucora ассоциирован со злаковыми растениями семейства Poaceae (Agropyron intermedium, Elytrigia intermedia).
- Mira bifasciata Xu, 2000 — Китай (Liaoning)[5]
- Mira integralis (Mercet, 1921) — Европа (Испания)
  - =Euzkadia integralis Mercet, 1921
  - =Mira iberica Mercet, 1922
- Mira latifronta Xu, 2000 —  Китай (Heilongjiang (HeilungKiang), Liaoning)[5]
- Mira mucora Schellenberg, 1803 — Европа, Азия, Северная Америка
  - =Dicelloceras vibrans Menzel, 1855
  - =Encyrtus platycerus Dalman, 1820
  - =Encyrtus vibrans (Menzel, 1855)
  - =Euryscapus platycerus (Dalman, 1820)
  - =Lonchocerus platycerus (Dalman, 1820)
  - =Mira macrocera Schellenberg, 1803
- Mira stenoscapa Boucek, 1977 — Европа (Испания)[6]
- Mira sublaevis Boucek, 1977 — Европа (Испания)[6]